# Monanthotaxis nimbana
Monanthotaxis nimbana (Schnell) Verdc. – gatunek rośliny z rodziny flaszowcowatych (Annonaceae Juss.). Występuje naturalnie w Gwinei, Sierra Leone, Liberii oraz Wybrzeżu Kości Słoniowej. 

## Morfologia
PokrójZimozielony krzew o pnących pędach.
LiścieMają podłużny kształt. Mierzą 5–7,5 cm długości oraz 2–3 cm szerokości. Nasada liścia jest zaokrąglona. Blaszka liściowa jest o wierzchołku od tępego do ostrego.
KwiatySą pojedyncze, rozwijają się w kątach pedów.
OwocePojedyncze maja kształt od kulistego do elipsoidalnego, zebrane w owoc zbiorowy. Osiągają 5–10 mm długości.

## Biologia i ekologia
Rośnie w wiecznie zielonych górskich lasach. Najczęściej występuje na wysokości od 1000 do 1300 m n.p.m., rzadziej spotykany około 500–600 m n.p.m.